# Рейш, Грегор
Грегор Рейш (нем. Gregor Reisch; около 1467, Балинген, Вюртемберг — 9 мая 1525, Фрайбург) — немецкий энциклопедист, монах картезианского ордена. Известен благодаря энциклопедическому сочинению «Жемчужина философии» («Margarita philosophica»).

## Биография
В 1487 году стал студентом Фрайбургского университета, получил степень магистра в 1489 году. Затем вступил в картезианский орден. С 1500 года приор монастыря. Поддерживал дружеские отношения с гуманистами Эразмом Роттердамским, Якобом Вимпфелингом, Беатусом Ренанусом, Ульрихом Цазием и проповедником Иоганном Гейлером фон Кайзербергом. Иоганн Экк был его учеником.

## «Margarita philosophica»

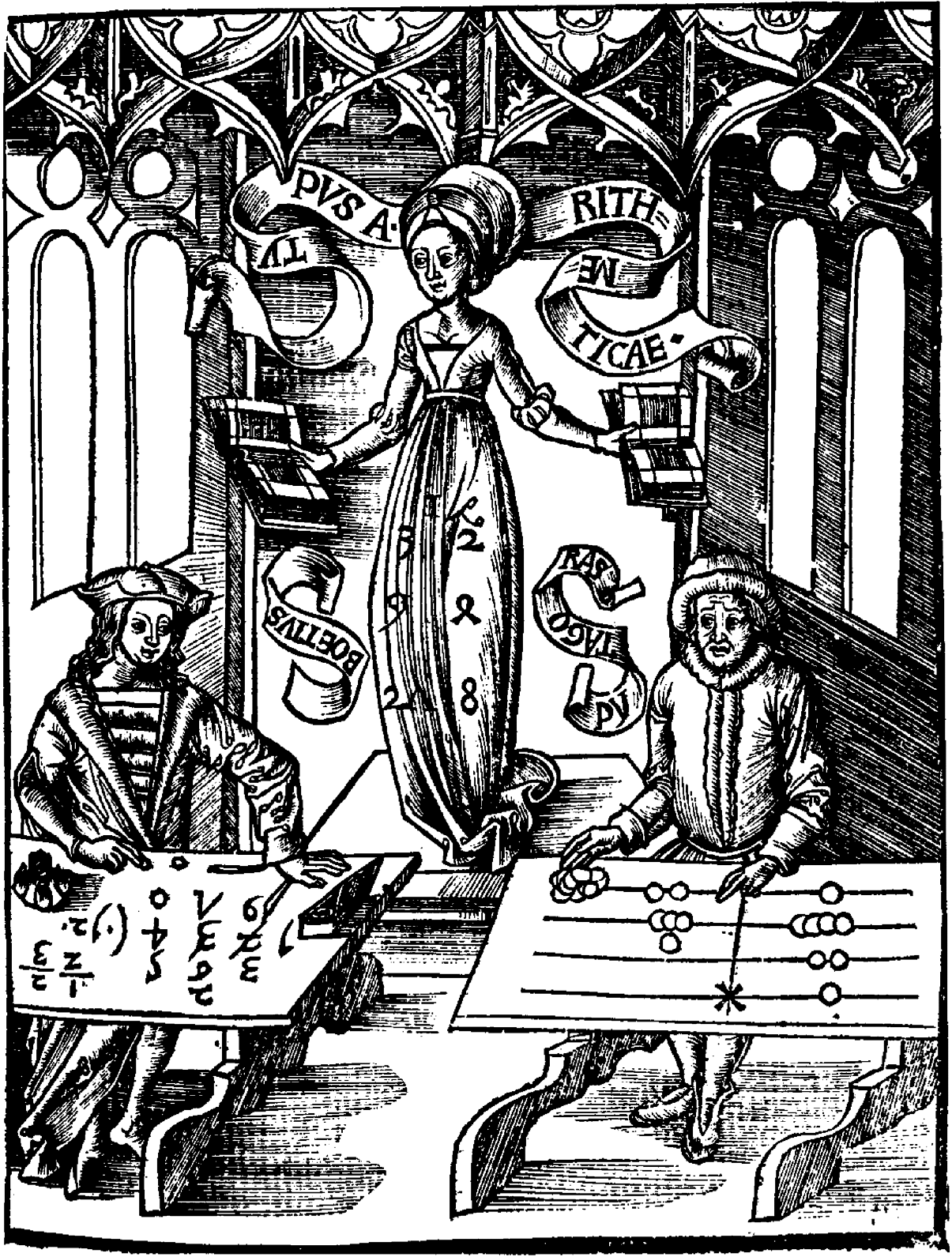
Margarita Philosophica (1503). Титульный лист Четвертой книги, посвящённой арифметике. Изображает состязание двух великих учёных — Пифагора (справа) и Боэция (слева), судьёй в котором выступает сама (персонифицированная) Арифметика.

Главный труд Грегора Рейша. Книга написана в форме диалога между учителем и учеником. Части или книги сочинения, посвященные тому или другому из семи свободных искусств, начинаются обыкновенно с символического изображения своего предмета. Более замечательными из этих изображений являются представляющие арифметику, геометрию и астрономию. Книга, посвященная арифметике, состоит из теоретической части, составленной по Боэцию, и из практической, содержащей разделение чисел на пальцевые и суставные, нумерацию, сложение, вычитание, умножение, деление, извлечение корня и прогрессии в приложении к целым числам и к дробям обыкновенным и шестидесятеричным, счет на линиях и тройное правило.
Также из двух частей, умозрительной и практической, состоит и книга, посвященная геометрии. Первая представляет очень скудное извлечение из Евклида. Вторая часть, посвященная практической геометрии, начинается краткой таблицей мер, за которой следует описание двух измерительных приборов: угломерного, вроде астролябии, с указанием правила для его применения к измерению высот и якобштаба. Следующие затем статьи посвящены измерению круга (при {\displaystyle \pi =3{\frac {1}{7}}}), прямолинейных фигур и тел. В книге, посвященной астрономии, за изложением сведений по сферической и теоретической астрономии следует астрология.